# 里奧塞貢多縣

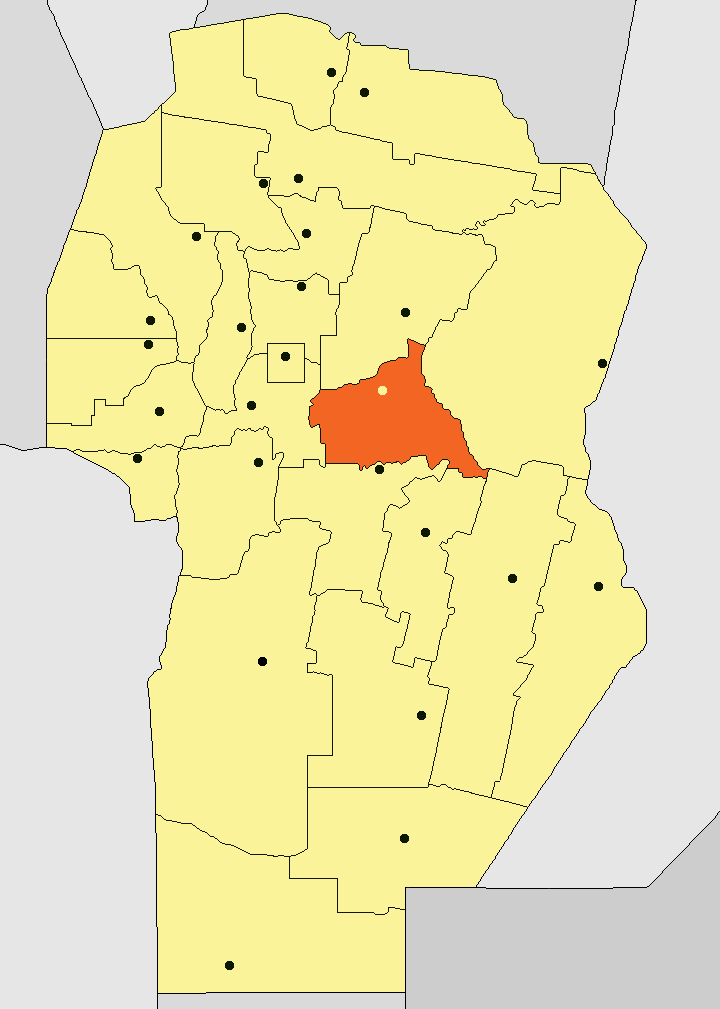

31°45′24″S 63°36′36″W / 31.75667°S 63.61000°W
里奧塞貢多縣（西班牙語：Departamento Río Segundo），是阿根廷的縣份，位於該國中部科爾多瓦省，首府是羅薩里奧鎮，面積4,970平方公里，2010年人口103,718，人口密度每平方公里20.87人。